# Politique au Paraguay
La politique au Paraguay repose sur un modèle de république présidentielle unitaire et démocratique régi par une constitution promulguée en 1992. Le président est le chef d'État et de gouvernement, mais l'étendue de ses pouvoirs se trouve grandement diminuée par rapport au régime prévu dans la constitution de 1967. Les président et vice-président de la république du Paraguay sont élus au suffrage universel direct pour un mandat de cinq ans non renouvelable.
Le Congrès bicaméral inclut les 80 membres de la Chambre des députés et les 45 membres du Sénat, élus en même temps que le président par un suffrage indirect. Les députés sont élus par département, les sénateurs pour tout le pays. L'instance judiciaire la plus importante du Paraguay est la Cour suprême. Le Sénat et le président en choisissent les 9 membres, d'après l'avis d'un Conseil de la magistrature. Chacun des 17 départements du Paraguay est dirigé par un gouverneur, élu au suffrage direct.

## Caractéristiques
Nom du pays :
|              | Nom en français        | Nom en espagnol        | Nom en guarani        |
| ------------ | ---------------------- | ---------------------- | --------------------- |
| Forme longue | République du Paraguay | República del Paraguay | Paraguái Tavakuairetã |
| Forme courte | Paraguay               | Paraguay               | Paraguái              |

Identifiant : PA
Type de gouvernement : République constitutionnelle présidentielle unitaire et démocratique
Capitale : Asunción
Divisions administratives :
Le pays est formé de 17 départements (departamentos, au singulier departamento) puis de la capitale, Asunción, qui ne fait partie d'aucun département. 
Les 17 départements sont Alto Paraguay, Alto Paraná, Amambay, Boquerón, Caaguazú, Caazapá, Canindeyú, Central, Concepción, Cordillera, Guairá, Itapúa, Misiones, Ñeembucú, Paraguarí, Presidente Hayes et San Pedro.
Indépendance : acquise de l'Espagne le 14 mai 1811
Fête nationale :  15 mai
Constitution : établie et en application depuis le 20 juin 1992
Majorité : à partir de 18 ans

## Pouvoir exécutif

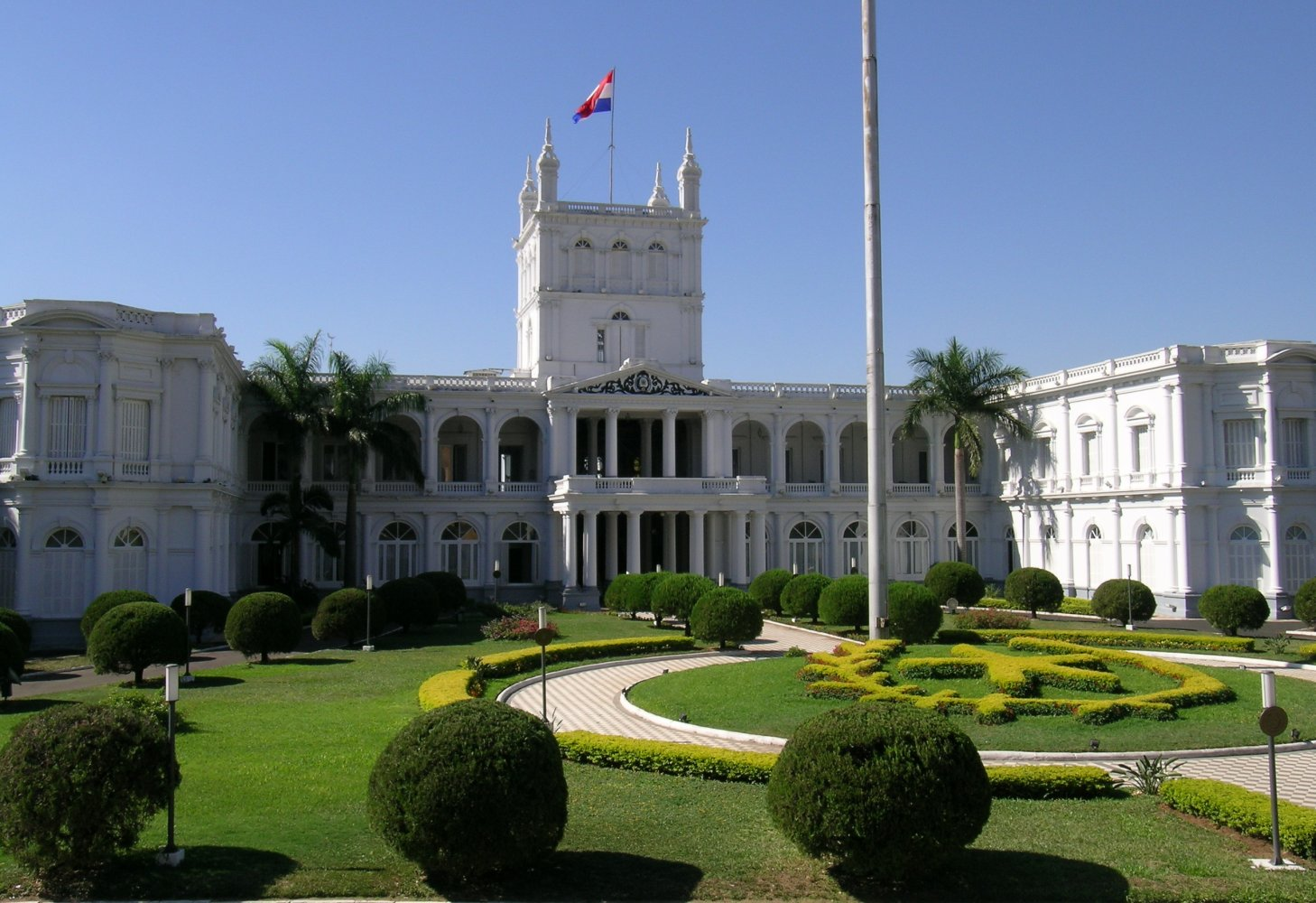
Palais des López.

Le chef d'État et du gouvernement est le président de la République, secondé par le vice-président de la République. Pour le mandat 2023-2028, le président est Santiago Peña et le vice-président est Pedro Alliana. Le gouvernement est formé du conseil des ministres dont la composition relève du président. Les élections sont au suffrage universel à chaque cinq ans.

## Pouvoir législatif

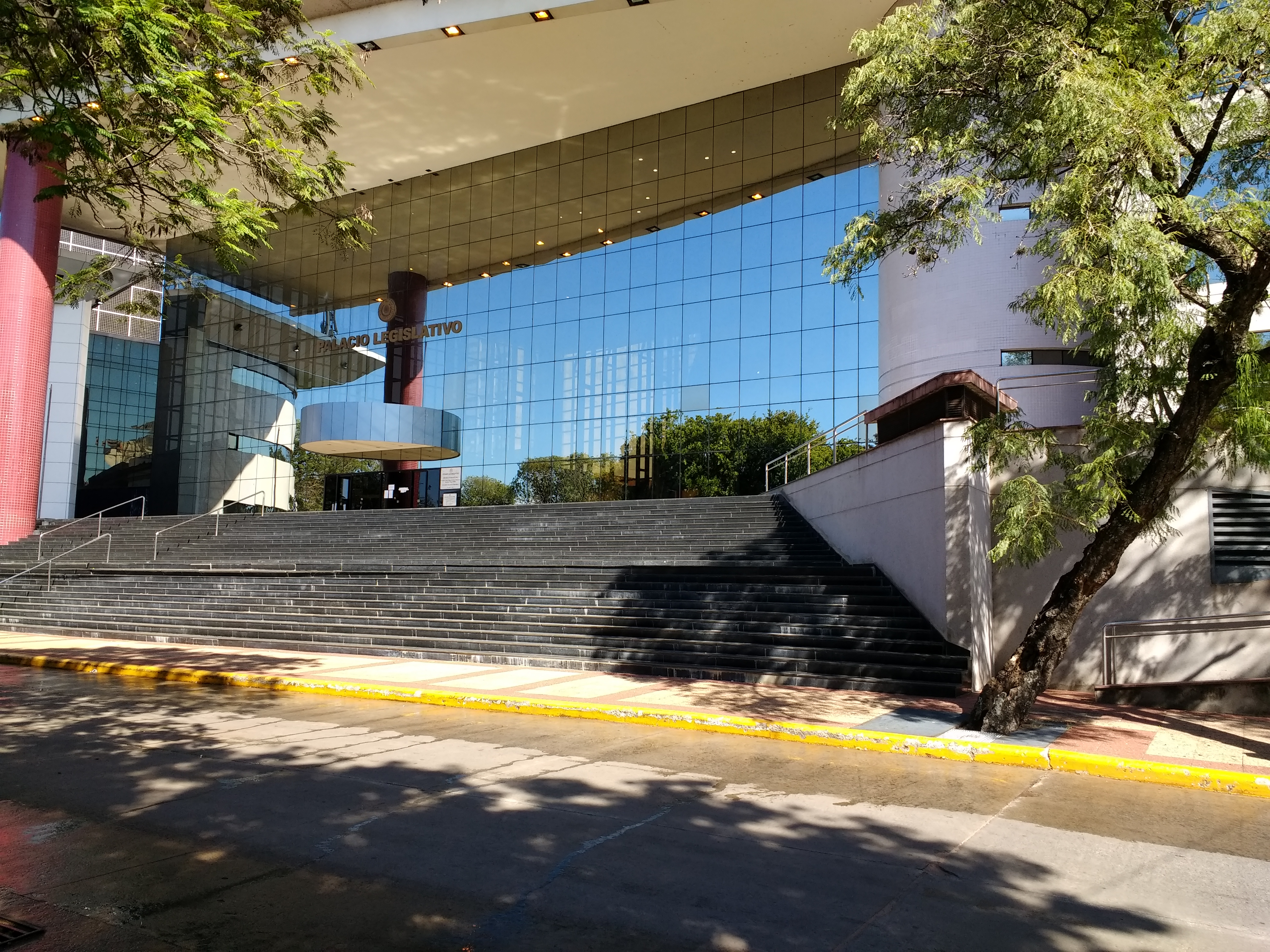
Congrès du Paraguay.

Le parlement est composé de deux chambres. La Chambre des députés compte 80 membres et le Sénat en compte 45. Les élections législatives pour le renouvellement des deux chambres ont lieu tous les cinq ans, en même temps que l'élection présidentielle.

## Organisations internationales
Le Paraguay fait partie des organisations internationales suivantes : 
- Développement : Banque interaméricaine de développement, IRBD, IDA, CNUCED, UNIDO
- Économie : Commission économique pour l'Amérique latine et les Caraïbes, IFC, FMI, SELA, ALADI, Mercosur, Organisation mondiale du commerce
- Humanitaire : Organisation des Nations unies pour l’alimentation et l’agriculture, ICRM, IFAD, IFRCS, IOM, OMS
- Justice : Cour pénale internationale, Cour permanente d'arbitrage, Interpol
- Politique : G-77, Mouvement des non-alignés (observateur), Organisation des États américains, Groupe de Rio
- Travail : Confédération internationale des syndicats libres, Organisation internationale du travail, Confédération mondiale du travail
- Autres : AIEA, Organisation maritime internationale, Intelsat, Comité international olympique, ISO (correspondant), Union internationale des télécommunications, OACI, ONU, OPANAL, OPCW, UNESCO, UPU, OMPI

## Partis politiques
La politique au Paraguay est dominée par deux principaux partis politiques, soit le Parti Colorado, officiellement l'Association nationale républicaine (ANR), au pouvoir de manière quasi-continue depuis 1948, et le Parti libéral radical authentique qui joue depuis ce temps le rôle d'opposition, mais qui a dominé la politique du pays durant pratiquement toute la première moitié du 20e siècle. Les autres partis, tels que le Parti révolutionnaire fébrériste, le Parti pays solidaire, le Parti démocrate chrétien, sont relégués à des rôles marginaux.

## Élections

### Présidentielle de 2008
Au pouvoir depuis 60 ans, le Parti Colorado devra faire face à une rude concurrence. Libéré en septembre 2007, le général putchiste Lino Oviedo (qui avait tenté un coup d'État contre le président Juan Carlos Wasmosy en 1996), sera le candidat de l'Union nationale des citoyens éthiques. D'un autre côté, il devrait affronter Fernando Lugo, évêque du département de San Pedro, l'un des plus pauvres du pays, et défenseur des paysans sans terre. Avec 40,8 % des suffrages, la coalition de mouvements sociaux et de partis politiques de l'Alliance patriotique pour le changement (APC) menée par Fernando Lugo remporte les élections.

### Destitution de Fernando Lugo et condamnations internationales
Le 15 juin 2012, 384 policiers armés tentent de déloger les 60 paysans présents dans un campement près de Curuguaty, pourtant déclaré « d'intérêt social » par décret en 2004. Une fusillade éclate, faisant onze morts du côté des paysans, six du côté des policiers. La responsabilité de la tuerie fait toujours débat. En effet, l'un des dirigeants paysans, Vidal Vega, peu après avoir déclaré qu'il allait témoigner sur ce qu'il savait de la présence d'infiltrés sur les lieux du massacre, est assassiné. De plus, le film réalisé par un hélicoptère de la police ayant survolé en permanence le lieu des événements a mystérieusement disparu. Enfin la présence de femmes et d'enfants au sein du campement des paysans désavoue la thèse d'une embuscade de ces derniers, tendue aux forces de l'ordre.
Ce tragique événement sert alors de prétexte à la droite, majoritaire au Parlement, pour engager la procédure de destitution. Le 21 juin, 76 membres de la Chambre des députés votent pour la révocation du président. Le lendemain, le Sénat le destitue au terme d'un « jugement politique » de vingt-quatre heures, par 39 voix pour, 4 contre et 2 abstentions ; alors que l'article 225 de la Constitution indique qu'il aurait dû disposer de cinq jours pour organiser sa défense.
Le Paraguay est alors exclu du Marché commun du Sud (Mercosur), de l'Union des nations sud-américaines (Unasur) et de la Communauté d'États latino-américains et caraïbes (Celac), qui ne reconnaissent pas le nouveau gouvernement, tandis que l'Organisation des États américains (OEA) rejette cette option. Les chefs d’État des pays voisins prennent position contre la destitution, tels que le président équatorien Rafael Correa qui la juge ainsi « illégitime », ou la présidente argentine Cristina Kirchner parlant d’un « coup d’État inacceptable ».

### Élections générales de 2013
Les élections générales auront lieu le 21 avril 2013 pour élire le président, le vice-président, mais aussi les 80 députés, 45 sénateurs et les 17 gouverneurs de département. Le président Federico Franco en poste depuis la destitution de Fernando Lugo par le Sénat le 22 juin 2012 n'est pas candidat.